# João César das Neves
João César das Neves, w pełnym brzmieniu: João Luís Alves César das Neves (ur. 1957 w Lizbonie) – portugalski ekonomista, pisarz i publicysta, także etyk i historyk gospodarczy. Profesor Portugalskiego Uniwersytetu Katolickiego (Universidade Católica Portuguesa) na wydziale nauk ekonomicznych, którego jest także przewodniczącym rady naukowej, oraz Instytutu Wyższych Studiów Wojskowych. W swych badaniach koncentruje się na problemach biedy, przedsiębiorczości, planowaniu gospodarczym, średniowiecznej myśli ekonomicznej i etyce. Autor wielu książek i artykułów naukowych i popularnonaukowych, esejów, a także literatury pięknej.

## Życiorys
Studiował na Portugalskim Uniwersytecie Katolickim (tytuły bakałarza i doktora ekonomii), Uniwersytecie Nowym w Lizbonie (Universidade Nova, magister ekonomii) oraz Politechnice Lizbońskiej (Universidade Técnica, magister inżynierii badań operacyjnych i systemów).
W latach 1981–1989 asystent na wydziale nauk ekonomicznych Portugalskiego Uniwersytetu Katolickiego. W roku 1990 doradca portugalskiego ministra finansów. W latach 1990–1991 oraz 1995–1997 pracownik Banku Portugalii. W latach 1991–1995 doradca ekonomiczny ówczesnego premiera rządu Portugalii Aníbala Cavaco Silvy.

## Wybrana bibliografia
- Pobreza Perspectivas de Análise Pluridisciplinar (UCP, Lisboa 1985)
- Da Validade Científica do Conceito de Equilíbrio de Pobreza (Centro de Estudos Fiscais do Ministério das Finanças, 1990)
- Introdução à Economia (Editorial Verbo, Lisboa 1992)
- Finanças Públicas e Política Macroeconómica (wraz z Aníbalem Cavaco Silvą, Universidade Nova de Lisboa, 1992)
- The Portuguese Economy A Picture in Figures, XIX and XX centuries (Universidade Católica Editora, Lisboa 1994)
- Economia, Colecção “O que é” (Difusão Cultural, Lisboa 1994)
- Questões Disputadas 55 Perguntas Económicas do Nosso Tempo (Difusão Cultural, 1995)
- Uma Galeria de Arte Grandes Marcos da História da Economia (Editorial Verbo, Lisboa 1995)
- Executivos Interpelam Portugal questões-chave da nossa economia (wraz z S. Rebelo, Editorial Verbo, 1996)
- Princípios de Economia Política (Editorial Verbo, 1997)
- Nobel da Economia as primeiras três décadas (Principia Editora, Lisboa 1998)
- António Manuel Pinto Barbosa Uma Biografia Económica (wraz z F.A. Silvą, Editorial Verbo, Lisboa 1999)
- A Economia de Deus (Principia Editora, S. João do Estoril 2000; wyd. pol. Ekonomia z Bogiem, Wydawnictwo WAM, Kraków 2003, ISBN 83-7318-126-1)
- O Desenvolvimento Económico em Portugal (wraz z S. Rebelo, Bertrand Editora, 2001)
- Enciclopédia de Economia (wraz z David R. Hendersonem, Principia Editora, Lisboa 2001)
- Dois milhões de Anos de Economia (Universidade Católica Editora, Lisboa 2004)
- Pierwszy dzień po śmierci (wyd. pol. Wydawnictwo WAM, Kraków 2005, ISBN 83-7318-586-0)